# Tygo Land
Tygo Land (Peize, 11 januari 2006) is een Nederlands voetballer die doorgaans als middenvelder speelt. Hij debuteerde in 2023 in het betaald voetbal in het shirt van PSV.

## Clubcarrière
Land begon met voetballen bij VV Peize in zijn Noord-Drentse geboortedorp. Hier werd hij gescout door sc Heerenveen, dat hem op zijn vijfde opnam in een voetbalschool voor jonge talenten uit de regio. Hij ging hier trainen met andere door Heerenveen gescoute spelertjes, maar mocht tegelijkertijd ook bij VV Peize blijven spelen. Hij tekende op 2 april 2021 als jongste speler ooit zijn eerste profcontract bij sc Heerenveen. Land verruilde de jeugd van de Friese club in juli 2022 voor die van PSV. Hier sloot hij aan bij het PSV –18 van coach Theo Lucius.
Land maakte op 12 augustus 2023 zijn debuut in het eerste elftal van PSV. Trainer Peter Bosz liet hem toen in de 90e minuut invallen voor Joey Veerman tijdens een met 2–0 gewonnen wedstrijd in de Eredivisie, thuis tegen FC Utrecht. Hij had op dat moment nog geen officiële wedstrijd voor Jong PSV gespeeld. Zijn eerste optreden in dat team vond twee dagen later plaats, thuis tegen Telstar. Land maakte op 29 september 2023 zowel zijn eerste als zijn tweede doelpunt in het betaald voetbal. Hij won die dag met Jong PSV met 3–4 uit bij SC Cambuur. Hij maakte zelf de 0–1 en de 2–3. Bosz hevelde Land op zijn achttiende verjaardag definitief over naar de selectie van het eerste elftal. Zijn derde en vierde doelpunt maakte hij ook in één wedstrijd, tijdens een 3–0 overwinning op FC Emmen in februari 2024.
Land verlengde in juli 2024 zijn contract bij PSV tot medio 2029. Hij kwam ook in seizoen 2024/25 voornamelijk uit voor Jong PSV in de Eerste divisie. Hij debuteerde op 29 januari 2025 in de UEFA Champions League. Land was toen basisspeler tijdens een met 3–2 gewonnen wedstrijd thuis tegen Liverpool.

## Clubstatistieken
| Seizoen | Club     | Competitie     | Competitie | Competitie | Beker | Beker | Internationaal | Internationaal | Totaal | Totaal |
| Seizoen | Club     | Competitie     | Wed.       | Dlp.       | Wed.  | Dlp.  | Wed.           | Dlp.           | Wed.   | Dlp.   |
| ------- | -------- | -------------- | ---------- | ---------- | ----- | ----- | -------------- | -------------- | ------ | ------ |
| 2023/24 | Jong PSV | Eerste divisie | 26         | 4          | 0     | 0     | —              | —              | 26     | 4      |
| 2024/25 | Jong PSV | Eerste divisie | 21         | 1          | 0     | 0     | —              | —              | 21     | 1      |
| Totaal  | Totaal   | Totaal         | 47         | 5          | 0     | 0     | 0              | 0              | 47     | 5      |

| Seizoen | Club   | Competitie | Competitie | Competitie | Beker | Beker | Internationaal | Internationaal | Totaal | Totaal |
| Seizoen | Club   | Competitie | Wed.       | Dlp.       | Wed.  | Dlp.  | Wed.           | Dlp.           | Wed.   | Dlp.   |
| ------- | ------ | ---------- | ---------- | ---------- | ----- | ----- | -------------- | -------------- | ------ | ------ |
| 2023/24 | PSV    | Eredivisie | 3          | 0          | 0     | 0     | 0              | 0              | 3      | 0      |
| 2024/25 | PSV    | Eredivisie | 5          | 0          | 1     | 0     | 1              | 0              | 7      | 0      |
| Totaal  | Totaal | Totaal     | 8          | 0          | 1     | 0     | 1              | 0              | 10     | 0      |

Bijgewerkt t/m 20 mei 2025.

## Interlandcarrière
Land maakte deel uit van verschillende Nederlandse nationale jeugdselecties. Hij nam als aanvoerder met Nederland –17 deel aan het EK –17 van 2023. In 2025 maakte hij deel uit van het Nederland –19 dat deelnam aan het Europees kampioenschap voetbal onder 19 en dit na een finale tegen Spanje –19 wist te winnen.

## Erelijst
| Competitie           |        |                  |     |     |
| Competitie           | Aantal | Jaren            |     |     |
| PSV                  | PSV    | PSV              | PSV | PSV |
| -------------------- | ------ | ---------------- | --- | --- |
| Eredivisie           | 2x     | 2023/24, 2024/25 |     |     |
| Johan Cruijff Schaal | 1x     | 2025             |     |     |
| Nederland –19        |        |                  |     |     |
| EK Onder 19          | 1x     | 2025             |     |     |

1 Olij ·
3 Gąsiorowski ·
4 Obispo ·
5 Perišić ·
6 Flamingo ·
7 Van Bommel ·
8 Dest ·
9 Pepi ·
11 Driouech ·
14 Pléa ·
17 Mauro Júnior ·
19 Bajraktarević ·
20 Til ·
22 Schouten  ·
23 Veerman ·
24 Schiks ·
25 Sildillia ·
26 Babadi ·
28 Land ·
32 Kovář ·
34 Saibari ·
39 Nagalo ·
Coach: Bosz
· Assistent-coach: Lucius
· Assistent-coach: Maas
· Assistent-coach: Ooijer
· Keeperstrainer: Begois
1 Heerkens ·
2 Read  ·
3 Ugwu ·
4 Janse  ·
5 Dijkstra ·
6 Land ·
7 Oufkir ·
8 Verkuijl ·
9 Konadu ·
10 Smit ·
11 Sliti ·
12 Boogaard ·
13 Van der Plas ·
14 Van Aarle ·
15 Redmond ·
16 Zeggen ·
17 Panneflek ·
18 Rots ·
19 Vennegoor of Hesselink ·
20 Braem ·
Coach: Van der Veen